# Distretto di Bodae
Il distretto di Bodae è un distretto della Liberia facente parte della contea di Sinoe.